# 名もなき毒
『名もなき毒』（なもなきどく）は、宮部みゆきの長編推理小説。杉村三郎シリーズ第2作。

## 概要
前作『誰か Somebody』以来3年ぶりの現代ミステリーである。『北海道新聞』『中日新聞』『東京新聞』『西日本新聞』で2005年3月1日から同年12月31日まで、『河北新報』で2005年4月1日から2006年1月30日まで、『中国新聞』で2005年8月5日から2006年8月10日まで連載し、最終章を書き下ろして、2006年8月26日に単行本が幻冬舎から発売された。2007年には第41回吉川英治文学賞を受賞した。
2009年5月20日に光文社からカッパ・ノベルス版が発売された。2011年12月6日に文藝春秋から文春文庫版が発売され、解説を杉江松恋が務めた。
時系列としては『誰か Somebody』の約1年後となっていて、登場する原田いずみの悪意からくるトラブルと連続無差別毒殺事件を並行して描き、宅地土壌汚染やシックハウス症候群などの問題も取り入れられたストーリーを展開、また1931年（昭和6年）に発表された藤山一郎の歌謡曲『丘を越えて』の歌詞が終盤の要素として用いられている。
2013年の杉村三郎シリーズのドラマ化作品『名もなき毒』で、第6話から11話までの第2部として映像化された。

## あらすじ
今多コンツェルン会長の娘婿である杉村三郎が所属する同コンツェルングループ広報室は、満足に仕事をこなせず、度重なるトラブルと軋轢を生んでいたアルバイトの原田いずみを解雇した。
しかし、いずみが「広報室の社員たちから嫌がらせやセクハラを受けた」と嘘の訴えをし、訴訟を起こすという手紙を会長である嘉親宛てに送ってきた。これにより、三郎は嘉親の命を受け、いずみの窓口として問題に対処することになった。いずみの詐称だらけの経歴の裏付けを取り始めた三郎は、その過程で過去にいずみを調べていたという私立探偵・北見一郎、そして北見のもとを訪ねてきた女子高生・古屋美智香とその母・暁子と出会う。
暁子と美智香は、さいたま市、横浜市、東京都で発生した連続無差別毒殺事件の第4の被害者の娘と孫であった。しかし、事件全体の繋がりは不透明な点が多く、暁子は警察から犯人として疑念を持たれていた。このことから、古屋親子の関係がぎくしゃくしていることを知った三郎は、暁子たちに親身になり、自らも事件の真相に近づいていく。
やがて、いずみの悪意は広報室全体を覆い始め、そして三郎個人へとその矛先を向けていく。

## 登場人物
杉村三郎
今多コンツェルングループ広報室の編集者兼記者。
今多嘉親
今多コンツェルンの会長であり、三郎の義父。
杉村菜穂子
三郎の妻であり、嘉親の娘。
園田瑛子
グループ広報室の室長兼編集長。
谷垣（）
今多コンツェルングループ広報室の副編集長。広報室内では最年長の55歳。今多コンツェルンの基幹である物流部門、そして40代からの営業畑を経て、来年3月に定年退職を控える勤続37年のベテラン社員。温厚で常に笑顔を絶やさないが、考え方は昔ながらで古風な一面を持つ。
河西（）
今多コンツェルングループ広報室の社員。関連企業の「今多エステート」から異動してきた入社5年目の若手社員。
北見一郎（）
都営住宅で個人経営の調査事務所を開いている男性。
古屋暁子（）
古屋明俊の娘であり、美智香の母親。外資系証券会社「トワメル・ライツ」に勤務するファイナンシャル・プランナー。
古屋美智香（）
古屋明俊の孫娘。祖父の死というショックから食事を受け付けず、三郎との初対面時には栄養失調で救急搬送されるほどだった。暁子を通じて三郎から気持ちを整理するために文章を書くよう勧められて以来、三郎を頼るようになり、犯人逮捕を呼びかけるホームページ作成について相談する。
原田（）
グループ広報室のアルバイト。学業のため退職した椎名の後任として採用された。大手出版社での勤務経験を主張しているが、実際には編集者としての能力は低い。その一方で、自身のミスに関して同僚たちに反発し、頻繁にトラブルを起こす。気に入らないことがあるとヒステリックになる激情的な性格で、事実無根の出来事を捏造して相手を陥れることを厭わない根っからの嘘つきでもある。
父・克也によれば、幼少の頃から異常なほどに負けず嫌いな性格だったらしく、兄の結婚式では彼から性的虐待を受けたと嘘をついた結果、兄の結婚式を台無しにした上に、その1年後には兄の妻が自殺している。これが原因で、両親や兄は彼女の元から逃げ出している。
秋山省吾（）
売り出し中の若手ジャーナリスト。ライターとして生活が安定しなかった時期に今多コンツェルンで半年間アルバイトをしていた縁から、谷垣に寄稿を依頼される。
五味淵（）
秋山の従妹。「ゴンちゃん」という愛称で呼ばれている。

## 書籍情報
- 単行本：2006年8月[3]、幻冬舎、ISBN 978-4344012141
- 新書判：2009年5月[8]、光文社カッパ・ノベルス、ISBN 978-4334076832
- 文庫本：2011年12月[6]、文春文庫、ISBN 978-4167549091

## オーディオブック
2023年6月23日よりAudibleで配信された。ナレーターは井上悟。